# 阿爾比恩 (紐約州奧斯威戈縣)
阿爾比恩（英語：Albion）是一個位於美國紐約州奧斯威戈縣的鎮。

## 人口
根據2020年美國人口普查的數據，阿爾比恩的面積為123.85平方千米，當中陸地面積為122.47平方千米，而水域面積為1.38平方千米。當地共有人口2009人，而人口密度為每平方千米16人。